# 陈杰 (足球运动员)
陈杰（1989年10月15日—），潮汕人，出生于广东深圳，籍貫廣東省揭陽市。中国足球运动员，司职中场。

## 职业生涯

### 青年队
- 小时候曾经进入过深圳队梯队，2004进入鲁能足校，曾帮助球队获得全国U15、U17联赛冠军。

### 俱乐部
- 2008年陈杰与鲁能足校队友孟凡岩、栗鹏、王浩、帕尔哈提、木热合买提江共同交流到新疆体彩队，代表新疆备战全运会比赛。
- 2009年代表新疆全运队参加全运会男足甲组比赛[1]，球队未能进入决赛阶段比赛。
- 2009年中期回到鲁能足校，在二次转会期间租借加盟深圳红钻[2]。初涉職業聯賽。8月2日陈杰在中超比赛中首次替补上场，助球队0-0战平母會山东鲁能泰山。陳傑回到深圳的半年屢有驚艷表現，被[陕西浐灞]]的原深圳隊主教練朱廣滬點兵。
- 2010年1月鲁能足校与陕西浐灞就陈杰转会事宜正式签约，陈杰加盟陕西浐灞[3]。
- 2011年11月中超联赛最后一轮陕西浐灞与青岛中能的比赛中，陈杰打进个人中超首个进球。